# Giuseppe Porzio
Giuseppe Porzio (Napoli, 26 febbraio 1967) è un ex pallanuotista e allenatore di pallanuoto italiano, tecnico del Posillipo.
È tra gli allenatori europei di club più titolati di tutti i tempi. Inoltre è tra gli sportivi italiani più vincenti di sempre essendosi aggiudicato, tra la carriera di giocatore e quella di allenatore, 45 titoli.
Nel 2025 è stato inserito nella Walk of Fame dello sport italiano.

## Carriera

### Giocatore
(Franco Esposito)
Per 16 anni, dal 1982 al 1998, ha giocato in massima serie con il Posillipo, squadra alla quale ha legato tutta la sua carriera in coppia con il fratello Franco. Con la calottina della squadra campana ha vinto praticamente tutto: nella sua bacheca figurano infatti otto scudetti, una Coppa Italia, due Coppe dei Campioni e una Coppe delle Coppe.
Con la nazionale ha invece vinto la medaglia d'oro alle Olimpiadi di Barcellona del 1992, due edizioni dei Giochi del Mediterraneo (nel 1991 e nel 1993), i campionati europei del 1993 e il campionato mondiale del 1994.

### Allenatore
Dopo il ritiro si è affermato anche come allenatore, vincendo lo scudetto nel campionato 2003-2004 e la Coppa Campioni nel 2004-2005 con il suo Posillipo.
Passa alla Pro Recco nel 2005, dove in sette anni ha vinto sette scudetti consecutivi, quattro Coppe dei Campioni, sei Coppe Italia, tre Supercoppe LEN ed una Lega Adriatica. Il 6 giugno 2012 ha dato le dimissioni da allenatore della squadra recchelina, che però tornerà a guidare il 18 gennaio 2014 in sostituzione di Riccardo Tempestini, portando la squadra a vincere di nuovo campionato e Coppa Italia. L'11 giugno rescinde il contratto, venendo poi sostituito da Igor Milanović.
Nel 2016 diventa commissario tecnico della nazionale canadese, guidandola per cinque anni e conquistando una medaglia d'argento ai Giochi panamericani nel 2019.
Nel 2023 viene nominato direttore tecnico del settore pallanuoto del Posillipo. Nel gennaio 2024, invece, torna a rivestirne la carica di allenatore dopo quasi venti anni.

## Record Sportivi
- Ha conquistato tutti i trofei a livello internazionale con la nazionale italiana (olimpiadi, mondiali, europei, Coppa del Mondo e Giochi del Mediterraneo).
- Ha disputato dieci finali di Coppa dei Campioni, di cui otto consecutive da allenatore
- Ha realizzato per tre volte (2007, 2008, 2010) il grande slam, vale a dire la vittoria nello stesso anno di Coppa dei Campioni, Supercoppa LEN, Scudetto e Coppa Italia.
- Ha disputato, da giocatore prima e da allenatore poi, ventidue finali scudetto, vincendone diciassette.
- In dieci anni (dal 2004 al 2014) guida prima il Posillipo e poi la Pro Recco fino alla finale in tutte le trenta competizioni a cui partecipa, perdendone solamente cinque.

## Palmarès

### Giocatore

#### Club
- Campionato italiano: 8

Posillipo: 1984-1985, 1985-1986, 1987-1988, 1988-1989, 1992-1993, 1993-1994, 1994-1995, 1995-1996
- Coppe Italia: 1

Posillipo: 1986-1987
- Coppa dei Campioni/Eurolega: 2

Posillipo: 1996-1997, 1997-1998
- Coppa delle Coppe: 1

Posillipo: 1987-1988

#### Nazionale
- Olimpiadi

Barcellona 1992: 
- Mondiali

Roma 1994: 
- Europei

Sheffield 1993: 
- Coppa del Mondo

Atene 1993: 
- Giochi del Mediterraneo

Atene 1991: 
Linguadoca-Rossiglione 1993: 

### Allenatore

#### Club
- Coppa COMEN: 2

Ortigia: 2001-02, 2002-03
- Campionato italiano: 9

Posillipo: 2003-04
Recco: 2005-06, 2006-07, 2007-08, 2008-09, 2009-10, 2010-11, 2011-12, 2013-14
- Coppe Italia: 7

Recco: 2005-06, 2006-07, 2007-08, 2008-09, 2009-10, 2010-11, 2013-14
- LEN Champions League: 5

Posillipo: 2004-05
Recco: 2006-07, 2007-08, 2009-10, 2011-12
- Supercoppa LEN: 3

Recco: 2007, 2008, 2010
- Lega Adriatica: 1

Recco: 2011-2012